# 费里耶尔 (默尔特-摩泽尔省)
费里耶尔（法語：Ferrières，法語發音：[fɛʁjɛʁ] ⓘ）是法国默尔特-摩泽尔省的一个市镇，属于南锡区。

## 地理
费里耶尔（48°33'16"N, 6°17'37"E）面积6.25 平方千米，位于法国大東部大區默尔特-摩泽尔省，该省份为法国东北部内陆省份，是洛林的一部分，北邻比利时、卢森堡，北起顺时针与摩泽尔省、下莱茵省、孚日省和默兹省接壤。
与费里耶尔接壤的市镇（或旧市镇、城区）包括：夸维莱、欧松维尔、罗西耶尔欧萨利讷、萨费、托努瓦、摩泽尔河畔韦勒。

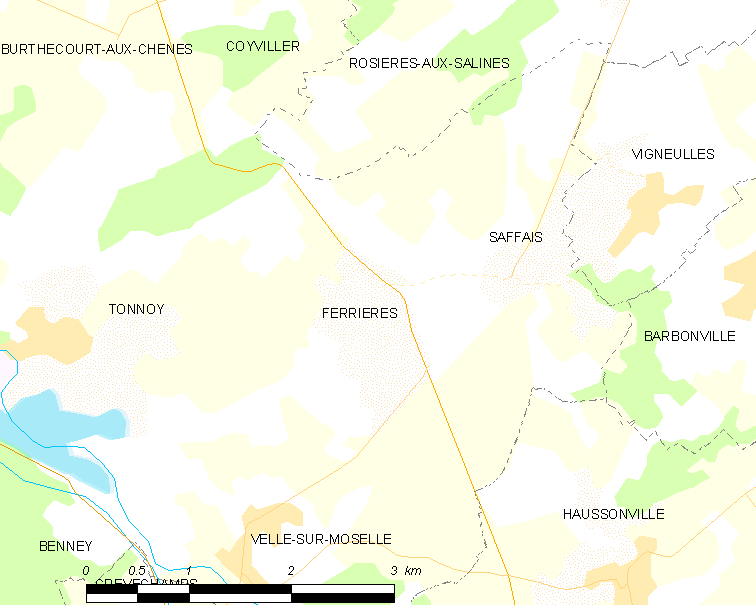
的OSM定位图

费里耶尔的时区为UTC+01:00、UTC+02:00（夏令时）。

## 行政
费里耶尔的邮政编码为54210，INSEE市镇编码为54192。

## 政治
费里耶尔所属的省级选区为吕内维尔第二县。

## 人口

1962-2008年间人口变化图示

费里耶尔于2022年1月1日时的人口数量为344人。